# Pelouses et milieux cavernicoles de la vallée de la Chiers et de l'Othain, fort du Chenois, buxaie de Montmédy
Pelouses et milieux cavernicoles de la vallée de la Chiers et de l'Othain, fort du Chenois, buxaie de Montmédy este o arie protejată (sit de importanță comunitară — SCI) din Franța întinsă pe o suprafață de 315 ha, integral pe uscat.

## Localizare
Centrul sitului Pelouses et milieux cavernicoles de la vallée de la Chiers et de l'Othain, fort du Chenois, buxaie de Montmédy este situat la coordonatele 49°31′01″N 5°21′38″E / 49.51694°N 5.36056°E.

## Înființare
Situl Pelouses et milieux cavernicoles de la vallée de la Chiers et de l'Othain, fort du Chenois, buxaie de Montmédy a fost declarat arie specială de conservare în baza directivei 92/43 din 1992 referitoare la conservarea habitatelor naturale și a faunei și florei sălbatice pentru a proteja 7 specii de animale.

## Biodiversitate
Situată în ecoregiunea continentală, aria protejată conține 8 habitate naturale: Păduri de fag Asperulo-Fagetum, Pajiști uscate seminaturale și facies de acoperire cu tufișuri pe substraturi calcaroase (Festuco-Brometalia) (* situri importante pentru orhidee), Formațiuni de Juniperus communis pe lande sau pajiști calcaroase, Păduri aluvionare cu Alnus glutinosa și Fraxinus excelsior (Alno-Padion, Alnion incanae, Salicion albae), Păduri de fag din Europa Centrală dezvoltate pe sol calcaros cu Cephalanthero-Fagion, Păduri pe pante, grohotișuri și ravene de Tilio-Acerion, Formațiuni stabile xerotermofile de Buxus sempervirens pe pante stâncoase (Berberidion p.p.), Peșteri inaccesibile publicului.
La baza desemnării sitului se află mai multe specii protejate:
- mamifere (6): liliac cârn (Barbastella barbastellus), liliac cu urechi mari (Myotis bechsteinii), liliac cărămiziu (Myotis emarginatus), liliac comun (Myotis myotis), liliacul mare cu potcoavă (Rhinolophus ferrumequinum), liliacul mic cu potcoavă (Rhinolophus hipposideros)
- nevertebrate (1): fluturele auriu (Euphydryas aurinia)

Pe lângă speciile protejate, pe teritoriul sitului au mai fost identificate 2 specii de plante, 2 specii de păsări, 9 specii de mamifere.